# Pegomya collomiae
Pegomya collomiae är en tvåvingeart som beskrevs av Griffiths 1982. Pegomya collomiae ingår i släktet Pegomya och familjen blomsterflugor.
Artens utbredningsområde är Alberta. Inga underarter finns listade i Catalogue of Life.